# Kaňon Somoto
Kaňon Somoto (španělsky Monumento Nacional Cañón de Somoto) se nachází v nikaragujském departementu Madriz ve Střední Americe. Jako chráněné území (národní přírodní památka) byl vyhlášen 29. listopadu 2006. Rozloha chráněného území je 170 ha, z čehož 125 ha tvoří samotný kaňon řeky Río Coco (v překladu Kokosová řeka). Dalších 25 km² zahrnuje přilehlé ochranné pásmo.

## Geografie a geologie
Kaňon Somoto na severozápadě Nikaraguy, původně známý pod jménem Namacambre, se rozkládá zhruba 10 - 15 km směrem na západ od města Somoto, správního centra departementu Madriz, v bezprostřední blízkosti hranic s Hondurasem. Od hraničního přechodu El Espino je kaňon vzdálen vzdušnou čarou jen asi 1,5 km. Trasa panamerické dálnice, při níž je vybudováno informační centrum a přístupová komunikace, prochází necelý kilometr jižně od dolní části soutěsky.
Horní část chráněného území leží na soutoku řek Comali, přitékající od severozápadu z Hondurasu, a Tapacali, přitékající z jihu. Jejich vody od tohoto soutoku prorážejí v třetihorních vulkanických horninách miocenního stáří, zvaných ignimbrity, a v sedimentech z období pleistocénu a holocénu mohutný kaňon a pokračují pod názvem Río Coco směrem na východ až k ústí této řeky do Karibského moře.
Nadmořská výška okolní krajiny na jihozápadním úpatí pohoří Cordillera de Dilpito y Jalapa dosahuje 800 - 900 metrů, samotný kaňon, dlouhý cca 5 kilometrů, je v průměru široký jen 10 - 15 metrů. Skalní stěny kaňonu dosahují impozantní výšky 120 - 150 metrů. V kaňonu byly během jeho průzkumu nalezeny petroglyfy původních obyvatel z předkolumbovského období.

## Česko - nikaragujský projekt
V rámci programu zahraniční rozvojové spolupráce České republiky se Česká geologická služba podílela v letech 2003 -2009 na konkrétních výzkumných projektech ve třech zemích Střední Ameriky – v Nikaragui, Kostarice a Salvadoru. 

### Průzkum kaňonu Somoto

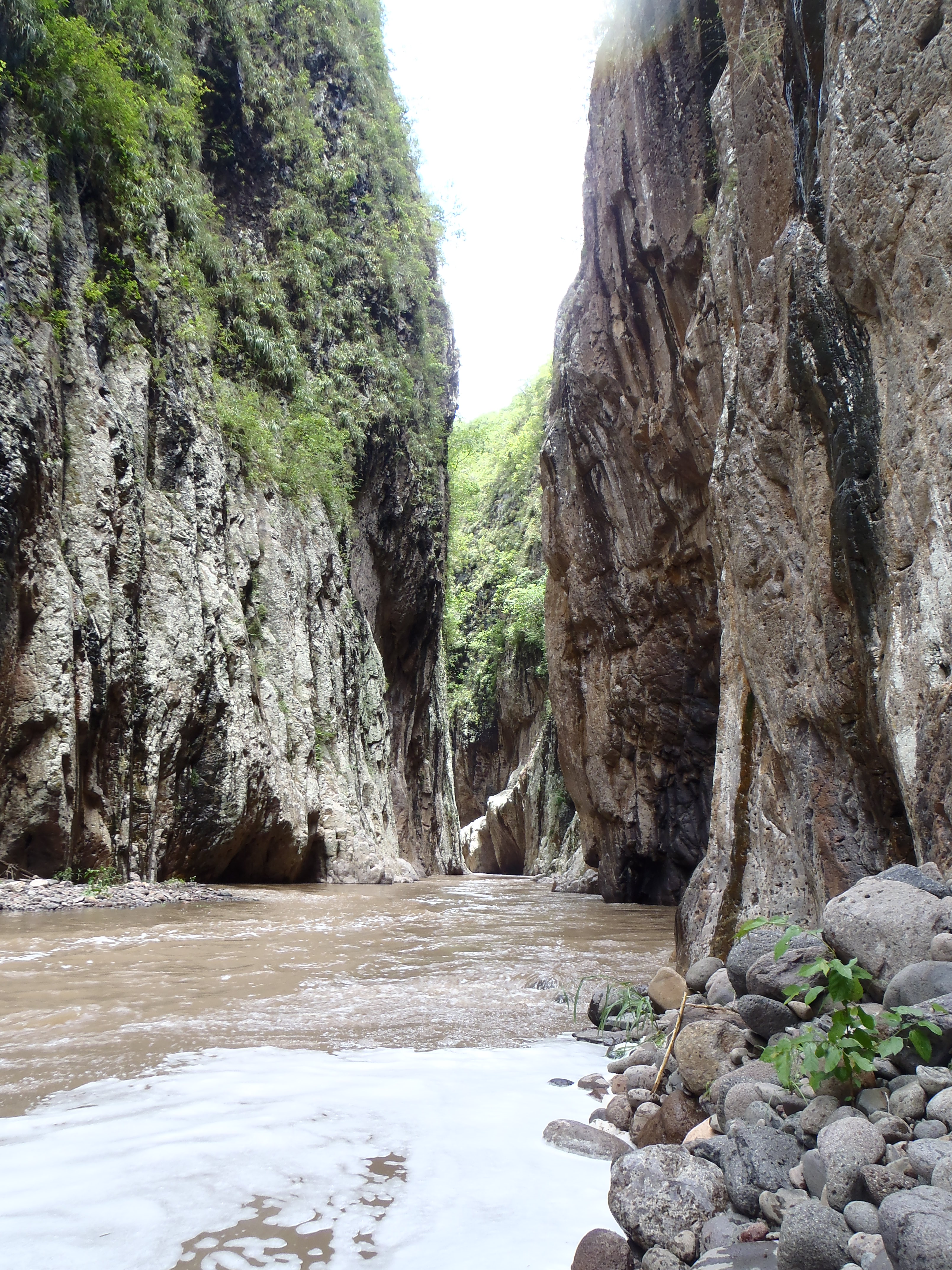
Výška stěn kaňonu dosahuje 100 - 150 metrů

Nejdéle, již od roku 1997, probíhala spolupráce s nikaragujskou organizací INETER (Instituto Nicaragüense de Estudios Territoriales). Výzkumy, zaměřené především na přírodní rizika, probíhaly v letech 2004 - 2009 v centrální a severní části země, v hornatých, často těžko prostupných terénech. Čeští geologové během těchto prací v roce 2004 "znovuobjevili" a postupně prozkoumali a zdokumentovali z geologického, geomorfologického i kulturněhistorického hlediska mimořádně hodnotný kaňon Somoto. Veškerou dokumentaci poté dali k dispozici nikaragujským orgánům. Na základě těchto podkladů připravilo nikaragujské ministerstvo životního prostředí (MARENA - Ministerio del ambiente y los resursos naturales) zákonné opatření, směřující k ochraně tohoto území. Nikaragujský parlament schválil vyhlášení tohoto mimořádně cenného území jako Monumento Nacional Cañón de Somoto dne 29. listopadu 2006.

### Příprava geoparku
Spolupráce české strany s nikaragujskými orgány tím však neskončila. Zástupci ministerstva životního prostředí České republiky a České geologické služby poté pokračovali v pomoci nikaragujským partnerům při přípravě vyhlášení Geoparku Río Coco a přihlášení jeho kandidatury na zařazení do světové sítě Globálních geoparků UNESCO. V této souvislosti probíhalo i zapojení obyvatel okolních obcí s cílem podpořit jejich podíl na rozvoji šetrného turismu v dané oblasti.